# Ференц, Бен
Бенджамин Берелл Ференц (англ. Benjamin Berell Ferencz; 11 марта 1920, Чольт, Сатмар, Королевство Венгрия — 7 апреля 2023, Бойнтон-Бич, Флорида) — американский юрист. После Второй мировой войны он был следователем по военным преступлениям нацистов и главным прокурором Вооруженных сил США на судебном процессе по делу об айнзацгруппах, одном из двенадцати военных процессов, проведённых в немецком Нюрнберге над нацистскими преступниками. Позднее он стал сторонником установления международного правопорядка и Международного уголовного суда. С 1985 по 1996 год Ференц был адъюнкт-профессором международного права в Университете Пейс.
Ференц родился в Трансильвании. Когда ему было десять месяцев, во время преследования евреев румынами семья эмигрировала в Соединённые Штаты. Они поселились в Нью-Йорке, где жили в Нижнем Ист-Сайде на Манхэттене. До поступления в государственную школу Бенджамин говорил только на идише.

## Биография

### Ранняя жизнь и образование
Ференц родился 11 марта 1920 года в Чольте, округ Сатмар, Королевство Венгрия, расположенном недалеко от исторической области Трансильвания (сегодня часть Шомкута-Маре, Румыния) в еврейской семье. Несколько месяцев спустя Трансильвания была передана Румынии по Трианонскому договору (1920 год) в результате Первой мировой войны. Когда Ференцу было десять месяцев, его семья эмигрировала в Соединённые Штаты, по его собственным словам, чтобы избежать преследований венгерских евреев со стороны Румынии после того, как Румыния получила формальный контроль над Трансильванией и Восточной Венгрией.
Семья поселилась в Нью-Йорке, где они жили в Нижнем Ист-Сайде на Манхэттене. Ференц изучал предупреждение преступности в Городском колледже Нью-Йорка, и по результатам экзамена по уголовному праву он получил стипендию для поступления в Гарвардскую школу права. В Гарварде он учился у Роско Паунда, а также проводил исследования для Шелдона Глюка, который в то время писал книгу о военных преступлениях. Ференц окончил Гарвард в 1943 году.

### Служба в армии и участие в работе Нюрнбергского трибунала
После учёбы он поступил на службу в американскую армию. Его военные обязанности начались с обслуживающей работы в Кэмп-Дэвисе в Северной Каролине. В то время он не умел пользоваться пишущей машинкой и не умел стрелять. В его обязанности входило мыть туалеты, кастрюли и полы. В 1944 году служил в 115-м зенитно-артиллерийском дивизионе.
В 1945 году его перевели в штаб третьей армии генерала Джорджа С. Паттона, где он был назначен в группу, которой было поручено создать отдел военных преступлений и собрать доказательства таких преступлений. В этой роли его отправили в [[концлагеря]], освобождённые армией США.
На Рождество 1945 года Ференц был уволен из армии в звании сержанта. Он вернулся в Нью-Йорк, но всего через несколько недель был завербован для участия в качестве обвинителя (и теперь получил звание полковника в рамках своего согласия на отъезд) в Последующем Нюрнбергском процессе в команде юристов Телфорда Тейлора. Тейлор назначил его главным обвинителем по делу айнзатцгрупп — первому делу Ференца. Все 22 подсудимых были осуждены; 13 из них были приговорены к смертной казни, четыре приговора в итоге были приведены в исполнение. Помимо Восточной Германии, это были последние казни, проведенные на территории Германии и в Федеративной Республике.
В интервью 2005 года для The Washington Post он рассказал о некоторых своих действиях во время пребывания в Германии, показав, насколько разными были военные правовые нормы того времени:

Кто-то, кто не был там, никогда не мог понять, насколько нереальной была ситуация … Однажды я видел, как DP [перемещённые лица] избили эсэсовца, а затем привязали его к стальной каталке крематория. Они засунули его в духовку, включили огонь и вытащили обратно. Снова избили его и вернули обратно, пока он не сгорел заживо. Я ничего не сделал, чтобы остановить это. Полагаю, я мог бы размахивать оружием или выстрелить в воздух, но я не был склонён к этому. Делает ли это меня соучастником убийства? Вы знаете, как я получил свидетельские показания? Я приходил в деревню, где, скажем, американский пилот прыгнул с парашютом и был забит до смерти, и выстраивал всех до одного у стены. Тогда я говорил: «Кто солжёт, будет расстрелян на месте». Мне никогда не приходило в голову, что показания, сделанные под принуждением, будут недействительными.

### Последующая жизнь
Ференц остался в Германии после Нюрнбергского процесса вместе со своей женой Гертрудой, на которой он женился в Нью-Йорке 31 марта 1946 года. Вместе с Куртом Мэем и другими он участвовал в создании программ возмещения ущерба и реабилитации жертв преследований со стороны нацистов, а также принимал участие в переговорах, которые привели к соглашению о репарациях между Израилем и Западной Германией, подписанному 10 сентября 1952 года, и первому Закону о реституции Германии в 1953 году. В 1956 году семья — к тому времени у них было четверо детей — вернулась в США, где Ференц занялся частной юридической практикой в качестве партнёра Телфорда Тейлора. Расследуя иски еврейских подневольных рабочих против концерна Флик (предмет судебного процесса над Фликом), Ференц заметил «интересный феномен истории и психологии, заключающийся в том, что преступник очень часто начинает видеть себя жертвой».
Опыт сразу после Второй мировой войны произвел на Ференца определяющее впечатление. Спустя 13 лет, под влиянием событий войны во Вьетнаме, Ференц оставил частную юридическую практику и впредь боролся за создание Международного уголовного суда, который должен был служить высшей мировой инстанцией по делам о преступлениях против человечности и военных преступлениях.
В 2009 году Ференц был удостоен премии Эразма вместе с Антонио Кассезе; награда вручается отдельным лицам или учреждениям, внёсшим заметный вклад в европейскую культуру, общество или социальные науки.
3 мая 2011 года, через два дня после сообщения о смерти Усамы бен Ладена, The New York Times опубликовала письмо Ференца, в котором утверждалось, что «незаконная и необоснованная казнь — даже подозреваемых в массовых убийцах — подрывает демократию». В том же году он представил заключительное заявление на суде над Томасом Лубангой Дьило в Уганде.
16 марта 2012 года в другом письме редактору The New York Times Ференц приветствовал осуждение Томаса Лубанги Международным уголовным судом как «веху в развитии международного уголовного права».
В апреле 2017 года муниципалитет Гааги объявил о присвоении пешеходной дорожке рядом с Дворцом мира названия «Путь Бенджамина Ференца». Заместитель мэра города Саския Брюйнс (международные дела) отправилась в Вашингтон, округ Колумбия, чтобы символически вручить Ференцу уличный знак.
В 2018 году Ференц стал героем документального фильма о его жизни «Преследование зла» режиссёра Барри Аврича, который был доступен на Netflix. В том же году Ференц дал интервью для документального фильма Майкла Мура 2018 года «Фаренгейт 11/9».
20 июня 2019 года художник и скульптор Яаков Хеллер почтил Ференца, подарив ему созданный им бюст, в память о его выдающейся жизни, посвящённой предотвращению геноцида.
16 января 2020 года The New York Times напечатала письмо Ференца, осуждающее убийство иранского генерала Касема Сулеймани, неназванного в письме, как «аморальное действие и явное нарушение национального и международного права». Два месяца спустя отметил своё столетие. Шесть месяцев спустя, 7 сентября, состоялась мировая премьера документального фильма « Две головы лучше, чем одна: создание бюста Бена Ференца» с участием Ференца и скульптора Яакова Хеллера, снятого Эриком Клайном и режиссёром Эриком Клайном.
22 июня 2021 года он стал первым лауреатом Премии мира Паля в Лихтенштейне.
В марте 2022 года во время одиннадцатой чрезвычайной специальной сессии Генеральной Ассамблеи Организации Объединённых Наций был показан аудиоклип Ференца, а 4 марта 2022 года он дал интервью программе The World Tonight на BBC Radio 4 о российском вторжении в Украину. Он также сказал, что Владимир Путин должен быть «за решёткой» за свои военные преступления, а также сказал, что «убит горем» из-за зверств на Украине.
7 апреля 2022 года губернатор Флориды Рон Десантис наградил Ференца Губернаторской медалью свободы на церемонии, состоявшейся в Атлантическом университете Флориды.
В сентябре 2022 года Ференц снялся в документальном фильме Кена Бёрнса «США и Холокост».
В декабре 2022 года Ференц был награждён золотой медалью Конгресса.
В январе 2023 года Ференц появился в документальном фильме Дэвида Уилкинсона «Избежать наказания за убийство (я)».
Со своей женой Гертрудой они прожили 73 года «без ссор» до её смерти в 2019 году.
Ференц умер в доме престарелых в Бойнтон-Бич, Флорида, 7 апреля 2023 года в возрасте 103 лет. Он был последним жившим обвинителем на Нюрнбергском процессе.

## Взгляды на международное правосудие
Бен Ференц также опубликовал несколько книг на тему международного правосудия. Уже в своей первой книге, опубликованной в 1975 году, под названием «Определение международной агрессии — поиски мира во всем мире», он выступал за создание такого международного суда, который сможет вести расследования таких преступлений. С 1985 по 1996 год Ференц также работал адъюнкт-профессором международного права в Университете Пейс в Уайт-Плейнс, Нью-Йорк.
Международный уголовный суд действительно был создан 1 июля 2002 года, когда вступил в силу Римский статут Международного уголовного суда. При администрации Буша США подписали договор, но не ратифицировали его. Администрация Джорджа Буша-младшего заключила большое количество двусторонних соглашений с другими государствами, которые исключают возможность привлечения граждан США к уголовной ответственности.
Ференц неоднократно возражал против этой процедуры и предлагал США присоединиться к МУС без оговорок, поскольку это было давно установленным правилом закона, согласно которому «закон должен применяться в равной степени ко всем», в том числе в международном контексте. В этом ключе он предложил в интервью, данном 25 августа 2006 года, предать суду не только Саддама Хусейна, но и Джорджа Буша-младшего, поскольку война в Ираке была начата США без разрешения Совета Безопасности ООН. Он также предложил, чтобы Буш предстал перед Международным уголовным судом по «269 обвинениям в военных преступлениях», связанных с войной в Ираке.
В 2013 году Ференц ещё раз заявил, что «применение вооружённой силы для достижения политической цели должно быть осуждено как международное и национальное преступление».
Ференц написал в 2018 году в предисловии к книге о будущем международного правосудия, что «ведение войны само по себе является высшим международным преступлением против человечества и что оно должно повсеместно сдерживаться наказанием, где бы и когда бы ни задерживались преступники».